# المديرية العامة للحماية المدنية الأوروبية وعمليات المساعدة الإنسانية

مركز تنسيق الاستجابة للطوارئ التابع للاتحاد الأوروبي في بروكسل.

المديرية العامة للحماية المدنية الأوروبية وعمليات المساعدة الإنسانية (دي جي إيكو)، وعُرفت سابقًا باسم مكتب المساعدات الإنسانية للجماعة الأوروبية، هي إدارة تابعة للمفوضية الأوروبية للمساعدات الإنسانية في الخارج والحماية المدنية. تهدف المديرية إلى إنقاذ الأرواح والحفاظ عليها، ومنع المعاناة الإنسانية والتخفيف منها، وحماية سلامة وكرامة السكان المتضررين من الكوارث الطبيعية والأزمات من صنع الإنسان.
تبلغ ميزانية الاتحاد الأوروبي لهذا القسم كما هو مبرمج في الإطار المالي متعدد السنوات للاتحاد الأوروبي (إم إف إف) 2021-2027ما مجموعه 9.76 مليار يورو للسنوات السبع بأكملها. بالنسبة لعام 2021، اعتمدت المفوضية الأوروبية ميزانية إنسانية سنوية أولية تقدر بنحو 1.4 مليار يورو. تعتبر دي جي إيكو بالتعاون مع دولها الأعضاء جهةً مانحة إنسانية رائدة، إذ تخصص التمويل لملايين الأشخاص المتضررين من الأزمات في أكثر من 80 دولة.
بالنسبة لتدخلاته الإنسانية، تمول المديرية العامة للحماية المدنية الأوروبية وعمليات المساعدة الإنسانية العمليات من خلال مجموعة واسعة مكونة من نحو 200 شريك (المنظمات غير الحكومية ووكالات الأمم المتحدة والمنظمات الدولية مثل الحركة الدولية للصليب الأحمر والهلال الأحمر). تتمتع المديرية بوجود قوي في الميدان بشبكة تضم نحو 450 موظفًا في أكثر من 500 مكتب ميداني موزع في 40 دولة. توفر المكاتب الميدانية تحليلًا للاحتياجات الحالية والمتوقعة في بلد أو منطقة معينة، وتساهم في تطوير استراتيجيات التدخل وتطوير السياسات، وتوفر الدعم الفني للعمليات الممولة من قبل الاتحاد الأوروبي، وتضمن مراقبة هذه التدخلات وتسهيل تنسيق المتبرع على المستوى الميداني.
بالإضافة إلى توفير التمويل للمساعدات الإنسانية، تعد المديرية العامة للحماية المدنية الأوروبية وعمليات المساعدة الإنسانية مسؤولة أيضًا عن آلية الحماية المدنية التابعة للاتحاد الأوروبي لتنسيق الاستجابة للكوارث في أوروبا وخارجها وتساهم بما لا يقل عن 75% من تكاليف النقل مع عمليات النشر أو دونها. وُضعت الآلية في عام 2001، وتعزز التعاون بين سلطات الحماية المدنية الوطنية في جميع أنحاء أوروبا. يبلغ عدد الدول الأعضاء في الآلية حاليًا 33 بلدًا؛ وتشمل جميع الدول الـ 27 الأعضاء في الاتحاد الأوروبي بالإضافة إلى أيسلندا والنرويج وصربيا ومقدونيا الشمالية والجبل الأسود وتركيا. وُضعت الآلية لتمكين إيصال المساعدة المنسقة من الدول المشاركة إلى ضحايا الكوارث الطبيعية والأزمات من صنع الإنسان في أوروبا وأماكن أخرى.

## لمحة تاريخية
تأسس مكتب المساعدات الإنسانية للجماعة الأوروبية (إيكو) في عام 1992 من قبل لجنة ديلور الثانية. عقب إلغاء الجماعة الأوروبية في عام 2009، بدأ المكتب يُعرف باسم إدارة المساعدة الإنسانية والحماية المدنية للمفوضية الأوروبية أو الاتحاد الأوروبي، لكنه احتفظ باختصار إيكو الخاص به.
بعد حصول الاتحاد الأوروبي على جائزة نوبل للسلام في عام 2012، قبلت لجنة باروسو أموال الجائزة نيابة عن الاتحاد الأوروبي وخصصتها لمبادرة جديدة تسمى أطفال السلام. خُصص ما يقارب 2 مليون يورو لمشاريع أطفال السلام في عام 2013. زُيد إلى 4 ملايين يورو في عام 2014.